# First (revista)
First era un periódico alemán mensual gratuito orientado al público LGBT. Al principio fue sólo distribuido en la ciudad alemana de Colonia. Con el tiempo, la difusión se amplió a todo el territorio alemán.

## Historia
Jürgen J. Jokiel, propietario de un pequeño hotel en Colonia, y Gerd Sprenger, dueño de una galería de arte independiente, fundaron, a mediados de 1988, una editorial para emitir un periódico gay mensual de distribución gratuita.
La primera edición fue publicada en noviembre de 1988 y llevaba el lema de "Diario de Colonia por y para hombre" con una tirada de 2.500 unidades. Fue distribuida en bares, restaurantes, cafés, saunas, diversas tiendas y Schulz (centro de gays y lesbianas) de Colonia. Con el tiempo, amplió su área de distribución en Renania del Norte-Westfalia, y el lema había cambiado a "Diario de Colonia por y para hombres en NRW". Más tarde fue distribuido en toda Alemania y el lema adicional cambia a "El mayor periódico gay de Alemania", para después ser definitivamente "El más grande periódico gay de Alemania". Tras la caída del Muro de Berlín abrirán una oficina en Leipzig, pero solo por un corto periodo donde pudieron verse algunas ediciones especiales para el este de Alemania. La circulación se elevó en el año 1992 alcanzando los 25.000 ejemplares. Debido a la demanda se enviaron paquetes de prensa a Suiza, Austria y partes de Bélgica. Además, existía la posibilidad de una suscripción por 45 Marcos.
El contenido de una publicación era una mezcla de temas, entre ellos: política, sociedad, moda, viajes, horóscopos, juegos de mente, deportes y cultura de todo el mundo. La edición estaba a cargo de Jokiel y en colaboración de Rainer Jarchow, este fue además el responsable de la publicación.
Después de tensiones entre Jokiel y su colaborador, se separaron en 1992. Más tarde la editorial vendió la publicación. 
Jokiel funda a mediados de 1996 Imperio - editor de la publicación de Imperio Libre revista de viajes. En 1998 la editorial se disolvió.

## Galería de imágenes

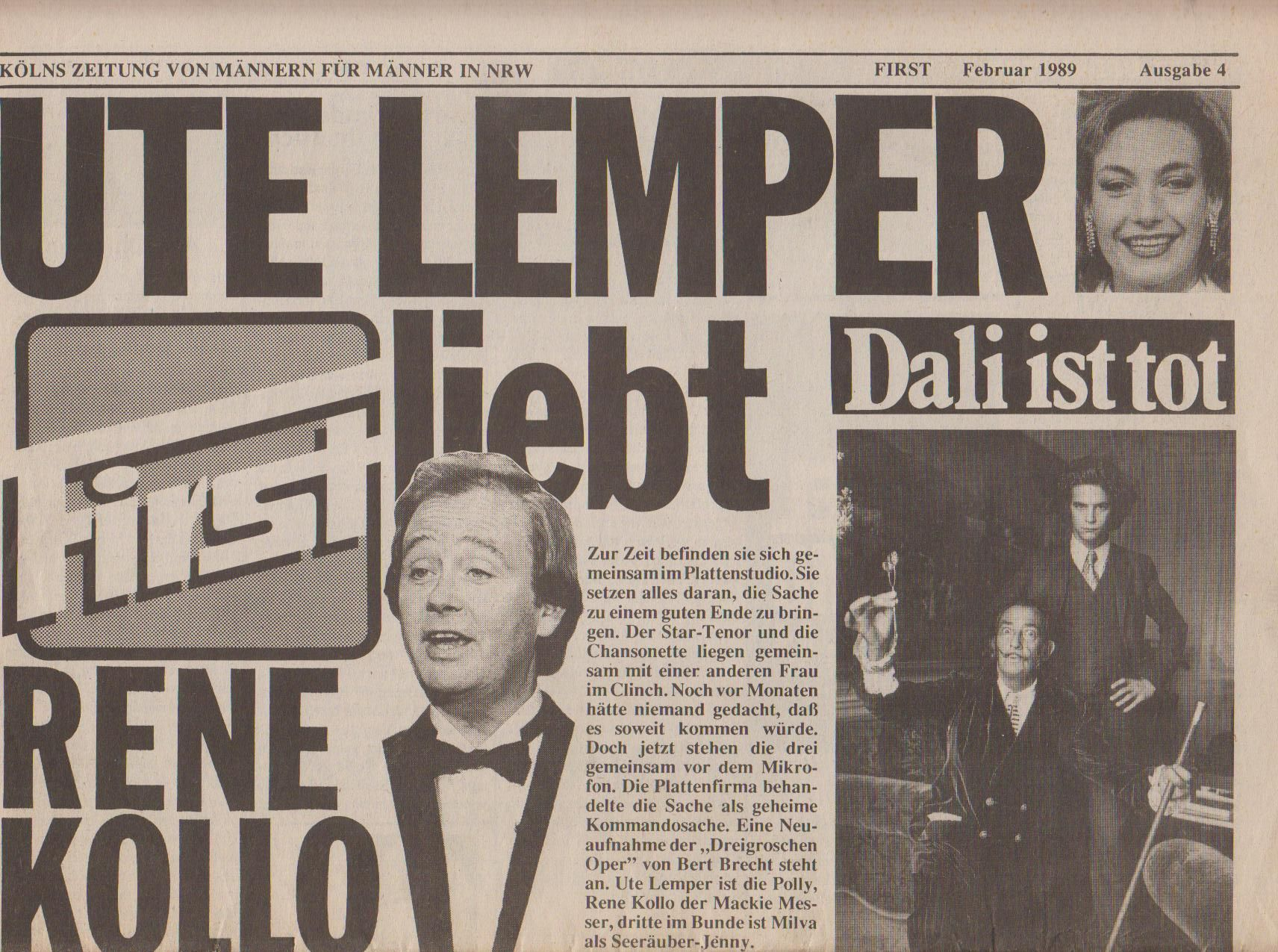
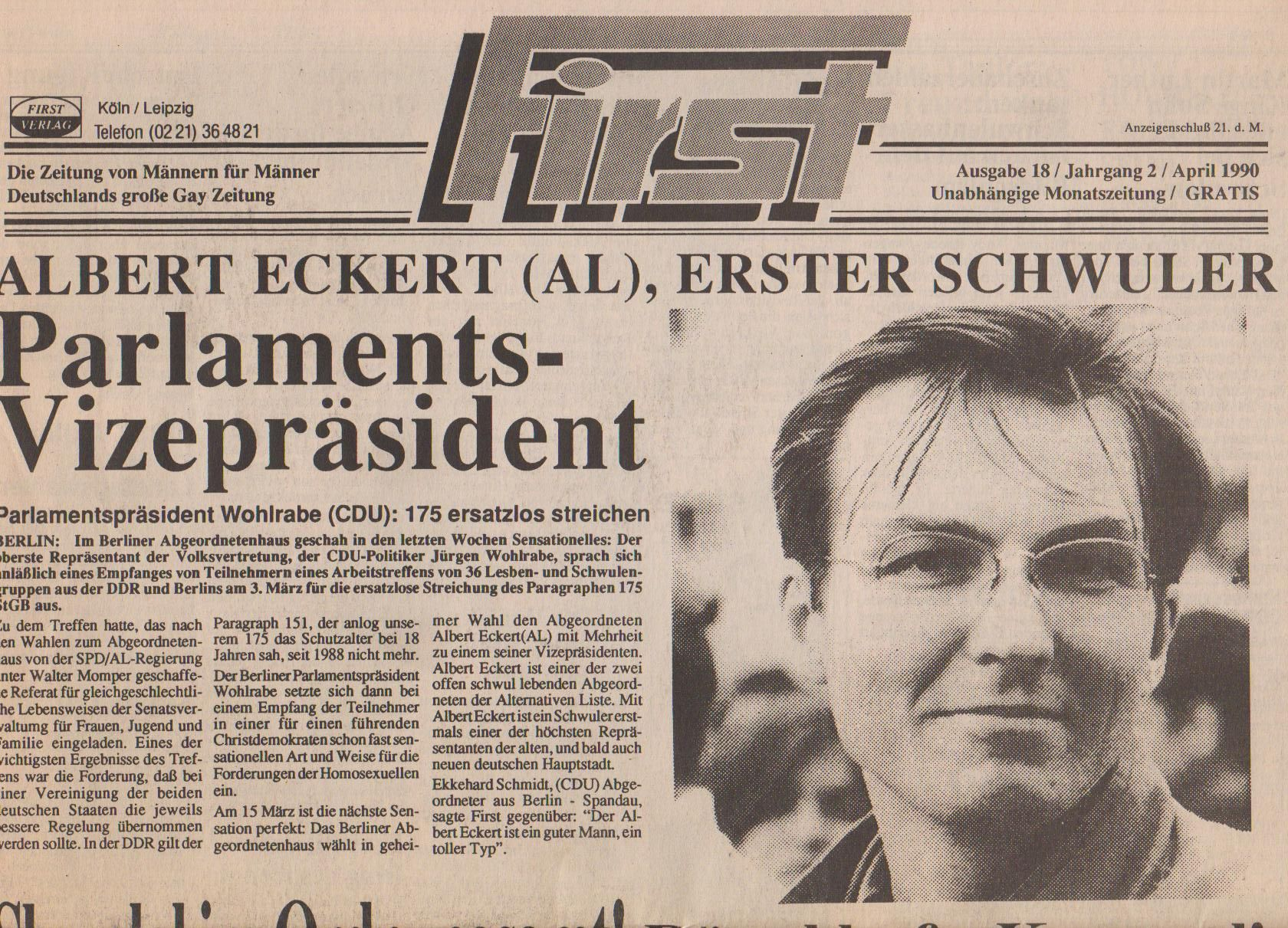
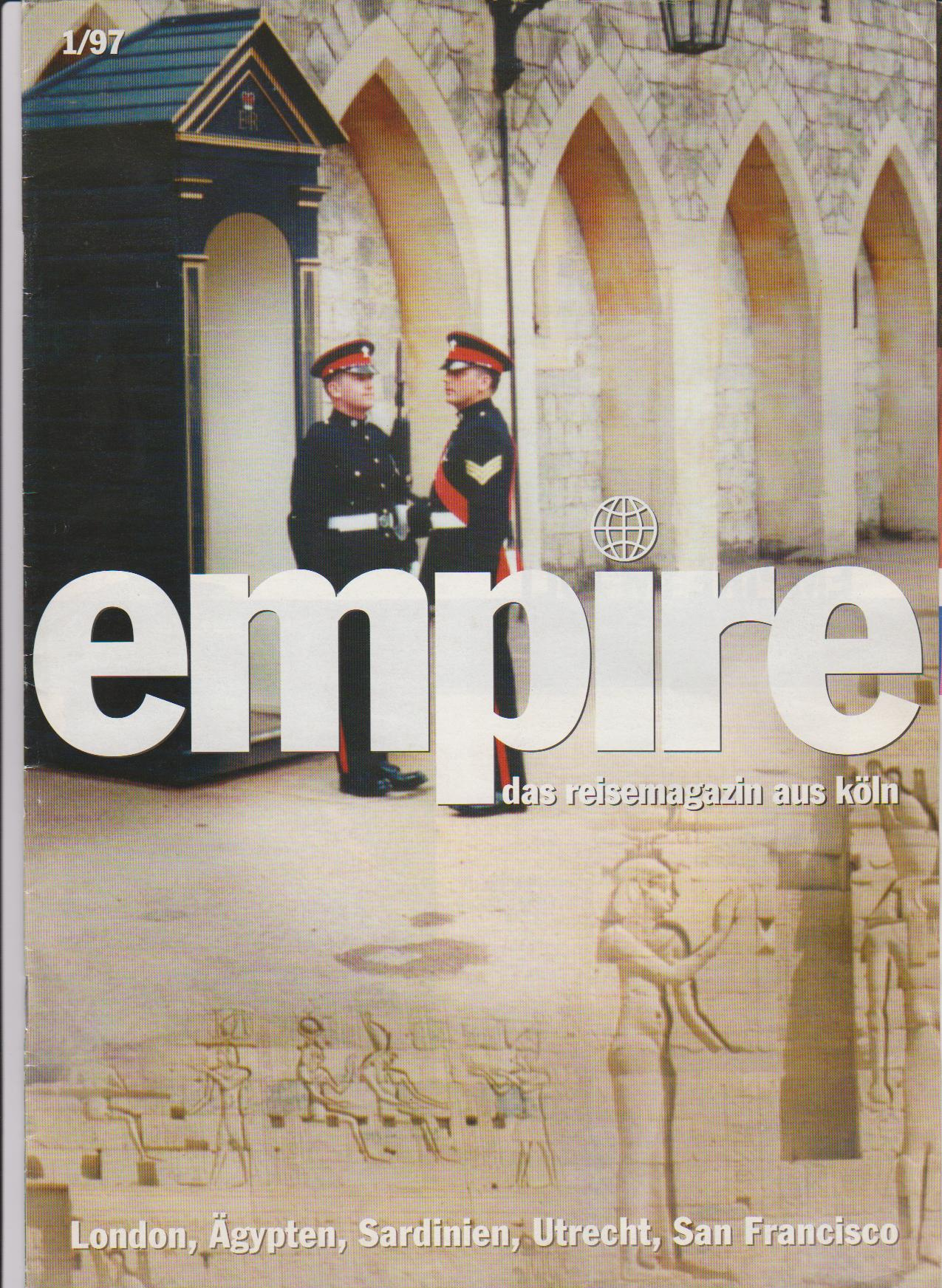